# Barbacoa

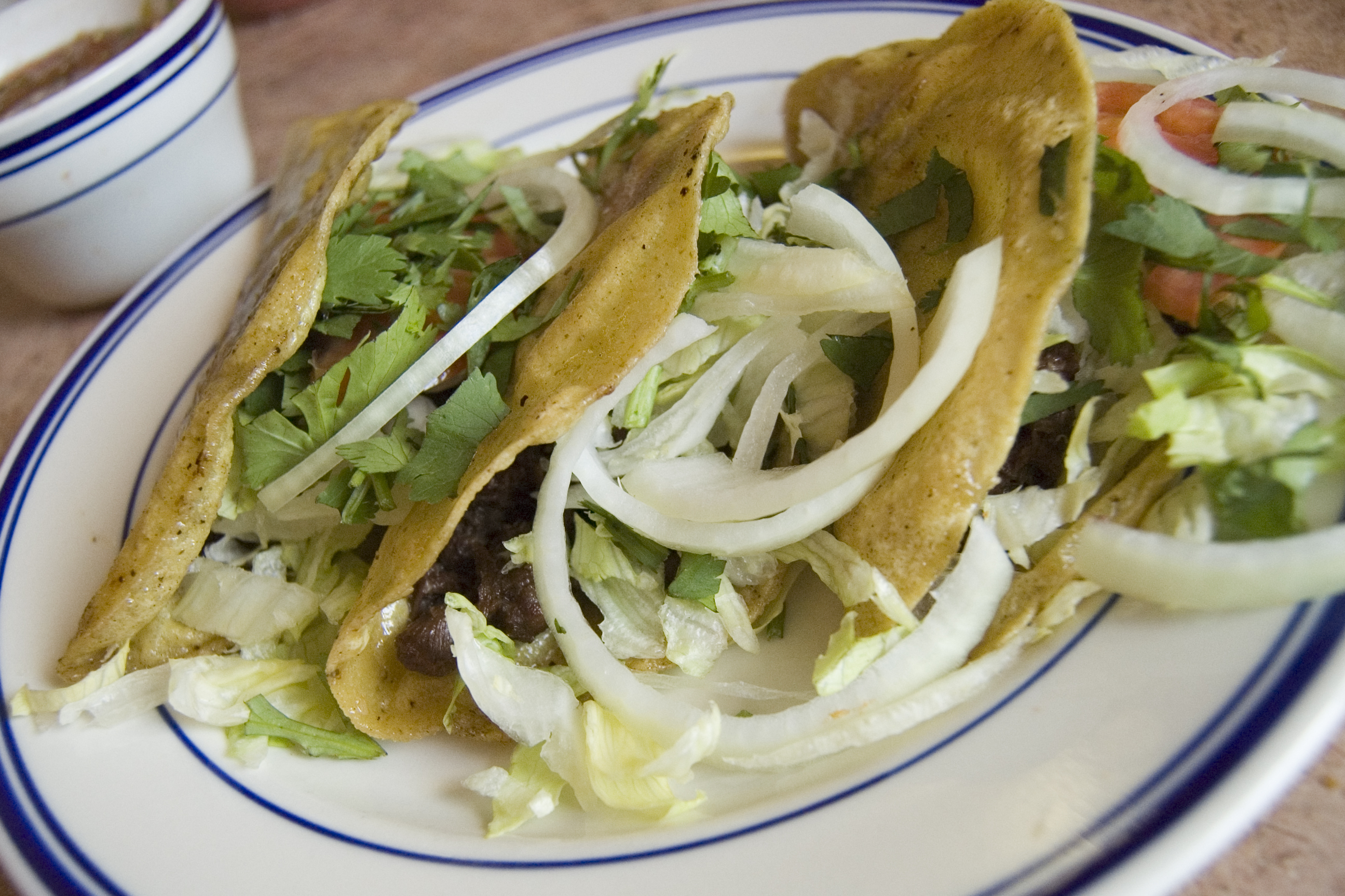
En Barbacoa-taco

Barbacoa (spanska), mexikansk maträtt, skall ej förväxlas med barbecue. Rätten tillagas med får- eller lammkött i en stor kopparkittel i en kokgrop. I gropen eldas med trä för att bilda ett lager av glödande kol. Kopparkittel som har ett galler fylles med kött och täckes med agaveblad, (spanska penca de maguey). Kitteln sänkes ner i kokgropen och täckes med jord under 6 till 12 timmar.
Efter koktiden är köttet mört och en smaklig buljong har bildats under gallret i kopparkitteln. Köttet ätes som tacos tillsammans med olika såser, bönor, ris och grönsaker.